# András Sütő
András Sütő (17. června 1927 Pusztakamarás, dnes Cămărașu, Rumunsko – 30. září 2006 Budapešť), nositel Herderovy a Kossuthovy ceny, sedmihradský spisovatel.

## Život
Pocházel z chudé rolnické rodiny z Transylvánské plošiny. Byl žákem reformovaného kolegia v Aiudu a reformovaného koložvárského gymnázia. Své první literární dílo s názvem Dopis rumunskému příteli (Levél egy román barátomhoz) uveřejnil v osmnácti letech v koložvárských novinách Világosság.
Do roku 1949 byl studentem oboru režie na Szentgyörgyiho vysoké škole divadelní (Szentgyörgyi István Színművészeti Főiskola), poté, co přešil svá studia, stal se šéfredaktorem týdeníku Falvak Népe. Roku 1951 se přestěhoval do Bukurešti, neboť tam byla přemístěna celá redakce. Nedokázal se ztotožnit s politickými poměry 50. let, proto se roku 1954 svého pracovního místa vzdal a přestěhoval se do Târgu Mureş), kde pracoval jako zástupce šéfredaktora literárního časopisu Igaz Szó. Mezi lety 1958–1989 byl šéfredaktorem magazínu Művészet, resp. Új Élet. Do roku 1989 zastával pozici šéfredaktora listu Erdélyi Figyelő.
Mezi roky 1965 a 1977 byl poslancem, v letech 1974–1982 místopředsedou Svazu spisovatelů Rumunska. Počínaje rokem 1980 zakázal Ceaușescův režim vydávání jeho děl a inscenování jeho dramat, proto až do roku 1990 mohl publikovat jen v Maďarsku. V tomto období byl on a jeho rodina vystaveni neustálému obtěžování ze strany moci a tajné služby Securitate.
Dne 19. března 1990 během událostí, které později dostaly jméno černý březen nebo též marosvásárhelyský pogrom a při kterých vypukly etnické nepokoje mezi Maďary a Rumuny, přišel při obléhání sídla Demokratického svazu Maďarů v Rumunsku o zrak v levém oku. Na vlastní přání byl k léčení převezen do Maďarska; 20. března 1990 přistálo vojenské letadlo s ním na palubě v městečku Tököl, odkud byl převezen do Budapešti.
Jeho několik desítek prozaických a dramatických děl vysoké úrovně jej zařadilo mezi přední maďarské spisovatele. V roce 1998 byl jedním ze zakládajících členů maďarské Digitální literární akademie (Digitális Irodalmi Akadémia).
Od roku 1971 se jeho dramata hrají kontinuálně také v Maďarsku. Dne 19. listopadu 1971 byla v Kaposváru uvedena jeho hra s názvem Pompás Gedeon. Režisérem této světové premiéry, která má své významné místo v dějinách divadla, byl István Komor.
Ve věku osmdesáti let zemřel 30. září 2006. Jeho tělo bylo vystaveno v hradním kostele v Târgu Mureş, k věčnému odpočinku byl uložen na tamním reformovaném hřbitově.